# Richard L. Murphy

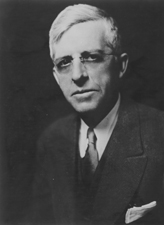
Richard L. Murphy

Richard Louis Murphy (* 6. November 1875 in Dubuque, Iowa; † 16. Juli 1936 bei Chippewa Falls, Wisconsin) war ein US-amerikanischer Politiker (Demokratische Partei). Er vertrat den Bundesstaat Iowa im US-Senat.

## Berufliche Laufbahn
Richard Murphys Vater war der Herausgeber des Telegraph Herald, der Tageszeitung seines Heimatortes Dubuque. Dort besuchte er die öffentlichen Schulen und zwei Jahre lang die High School; da seine Familie aber auf ein weiteres Einkommen angewiesen war, beendete er seine Ausbildung und begann im Alter von 15 Jahren als Journalist zu arbeiten. Von 1890 bis 1892 tat er dies in Illinois für die Galena Gazette, ehe er nach Dubuque zurückkehrte und dort beim Times-Journal als Reporter angestellt wurde; später wurde er dort Redakteur. Nach dem Tod seines Vaters 1902 übernahm er diesen Posten dann beim Telegraph Herald und behielt ihn bis 1914.
1913 wurde er in sein erstes öffentliches Amt als Steuerfahnder (Collector of internal revenue) für Iowa berufen, was er bis 1920 blieb. Von 1920 bis 1931 war er als Steueranwalt tätig.

## Politik
Erst spät, mit fast 55 Jahren, entschied sich Murphy für eine politische Laufbahn. Er kandidierte 1932 als demokratischer Bewerber für einen der beiden Sitze Iowas im US-Senat. Amtsinhaber war Smith W. Brookhart, doch dieser verlor die republikanische Nominierung an Henry Field. Bei der Wahl hatte Murphy dann keine Probleme, sich gegen Field durchzusetzen, wobei auch die gleichzeitig stattfindende Präsidentschaftswahl eine Rolle spielte. Im Sog des Erfolges von Franklin D. Roosevelt über Herbert Hoover erzielten zahlreiche Demokraten unerwartete oder unerwartet deutliche Erfolge. Zudem gewann er Zustimmung, indem er sich für das Ende der Alkoholprohibition einsetzte. Er wurde damit der erst zweite demokratische Senator aus Iowa seit dem Jahr 1858.
Im Senat unterstützte Richard Murphy entschieden die Politik des neuen Präsidenten. Doch bereits am 16. Juli 1936 kam er bei einem Autounfall in der Nähe von Chippewa Falls ums Leben. Seine Frau, die ebenfalls im Wagen saß, zog sich schwere Verletzungen zu, überlebte jedoch. Mit Murphy verlor die Roosevelt-Regierung einen wichtigen Verbündeten im Senat, zumal sein Nachfolger Guy Gillette, ebenfalls ein Demokrat, dem Präsidenten kritisch gegenüberstand und oftmals gegen dessen Pläne Stellung bezog.